# Bielaja Roes
Bielaja Roes (Wit-Russisch: Белая Русь, lett.: "Wit-Rus") is een openbare organisatie in Wit-Rusland met als voornaamste doel het actief ondersteunen van het bewind van president Aleksandr Loekasjenko. Bielaya Roes is formeel geen politieke partij, ook al heeft de organisatie daar veel van weg. Officieel is het een door de regering georganiseerde NGO. Het overgrote deel van de partijloze parlementariërs is aangesloten bij Bielaja Roes, dat geldt ook voor managers van staatsbedrijven, ondernemers in de particulier sector, invloedrijke personen in de culturele sector, artiesten, bankiers, sporters e.d. Men kan zowel individueel tot Bielaja Roes toetreden alsook lid worden van een van de bij Bielaja Roes aangesloten massaorganisaties.

## Geschiedenis
Bielaja Roes werd op 17 november 2007 opgericht op initiatief van een groep supporters van president Loekasjenko. Op 12 december van dat jaar werd de organisatie geregistreerd onder de naam Republikeinse openbare vereniging Bielaja Roes. De eerste voorzitter was Aleksandr Radkov, die in 2018 werd opgevolgd door Gennadi Davydko. Deze laatste is in Wit-Rusland bekend als acteur en televisiepresentator. Na de verkiezingen van 2008, 2012 en 2016 telde de fractie van Bielaja Roes telkens (veruit) de meeste parlementariërs.
In 2018 werd aan Bielaja Roes de Orde van Eer toegekend.
Na de parlementsverkiezingen van 2019 sloten zich 68 van de 89 partijloze verkozenen zich bij Bielaja Roes aan.

## Jeugd
De Wit-Russische Republikeinse Jeugdunie is aangesloten bij Bielaja Roes.

## Bestuurlijke organisatie
Om de vijf jaar vindt een congres plaats waar een republikeinse raad wordt gekozen. De republikeinse raad kiest een presidium als dagelijks bestuur. Belaja Roes kent zeven regionale afdelingen; die van Minsk telt de meeste leden.

## Ideologie
Het huidige programma dateert van 2012. De organisatie kent geen specifieke ideologie, anders dan het steunen van de regering en patriottisme.

## Internationale samenwerking
Bielaja Roes heeft overeenkomsten gesloten met verschillende buitenlandse politieke partijen zoals Samoobrona (Polen), de Democratische Volkspartij van Tadzjikistan en de Sociaaldemocratische Partij "Harmonie" (Letland). Vergelijkbare overeenkomsten met Verenigd Rusland en Welvarend Armenië zijn in de maak.